# 労働党 (アイルランド)
労働党（ろうどうとう、英語：Labour Party、アイルランド語：Páirtí an Lucht Oibre）は、アイルランドの民主社会主義及び社会民主主義政党。社会主義インターナショナルに加盟している。1912年に設立された、同国内最古の政党でもある。これまで7度約20年間にわたり政権与党となっており、共和党や統一アイルランド党などとそれぞれ連立政権を組んだことがある。2016年以降は野党。党首は2022年よりイバナ・バシックが務めている。

## 近年の動向
2011年の総選挙では19.4%の得票率を獲得した。
2020年2月8日執行の総選挙では6議席を獲得している。

## 歴代党首
- トマス・ジョンソン（1922年 - 1927年）
- トマス・J・オコンネル（1927年 - 1932年）
- ウィリアム・ノートン（1932年 - 1960年）
- ブレンダン・コリシュ（1960年 - 1977年）
- フランク・クラスキー（1977年 - 1981年）
- マイケル・オリアリー（1981年 - 1982年）
- ディック・スプリング（1982年 - 1997年）
- ローリー・クイン（1997年 - 2002年）
- パット・ラビット（2002年 - 2007年）
- エイモン・ギルモア（2007年 - 2014年）
- ジョアン・バートン（2014年 - 2016年）
- ブレンダン・ハウリン（2016年 - 2020年）
- アラン・ケリー（2020年 - 2022年）
- イバナ・バシック（2022年 - ）

## 副党首
- バリー・デズモンド（1982年 - 1989年）
- ローリー・クイン（1989年 - 1997年）
- ブレンダン・ハウリン（1997年 - 2002年）
- リズ・マクマナス（2002年 - 2007年）
- ジョアン・バートン（2007年 - 2014年）
- アラン・ケリー（2014年 - 2016年）